# Taylor-Experiment (Genetik)
Unter dem Taylor-Experiment versteht man in der Genetik einen Versuch des US-amerikanischen Molekularbiologen James Herbert Taylor. Dieser untersuchte 1956 mit radioaktiv markierten Nukleotiden (Bausteinen der DNA) den Replikationsmechanismus der DNA. Zur gleichen Zeit arbeiteten auch Meselson und Stahl an einem Experiment zum Mechanismus der DNA-Replikation.

## Der Versuch
Für den Versuch benutzte Taylor Wurzelzellen der Saubohne (Vicia faba). Er ließ diese Zellen einen Zellzyklus lang in einem Medium mit 3H-markiertem Thymidin wachsen, so dass es in der S-Phase in die DNA eingebaut wird. Danach ließ er sie noch einmal einen Zellzyklus lang auf einem Medium mit normalem Thymidin wachsen, so dass dieses zur Replikation in der S-Phase genutzt wurde.
Die Metaphase-Chromosomen (maximal verkürzt und in der bekannten X-Form) wurden dann per Autoradiographie sichtbar gemacht und im Mikroskop betrachtet.

## Ergebnisse
Die Metaphasechromosomen nach dem ersten Zellzyklus auf dem Medium mit 3H-markiertem Thymidin waren bei beiden Chromatiden radioaktiv markiert. Die beiden Stränge der elterlichen Doppelstrang-DNA dienten also jeweils als Matrizenstrang, an den ein neuer Strang (hier mit markiertem Thymidin) synthetisiert wurde.
Nach dem zweiten Zellzyklus auf dem Medium mit normalem Thymidin war meist nur eine Chromatide der Metaphasechromosomen radioaktiv markiert, die andere nicht. Das bedeutet, dass jede Chromatide aus einem DNA-Doppelstrang besteht und dass dieser semikonservativ repliziert wird.
Taylor beobachtete nach dem zweiten Zellzyklus auch Chromosomen, die nicht "halb markiert" oder vollkommen unmarkiert waren, sondern auch solche, die nur in Teilbereichen markiert waren, sogenannte Harlekin-Chromosomen. Daraus schloss Taylor, dass es in der Mitose Austausche zwischen Chromatiden gibt.
Das Meselson-Stahl-Experiment lässt nur die Aussagen zu, dass a) bei der DNA-Replikation die Moleküle zu 50 % aus alter und zu 50 % aus neu synthetisierter DNA bestehen und dass b) die DNA-Replikation nach dem semikonservativen Mechanismus verläuft, d. h., dass jeder der beiden Mutterstränge durch einen neuen Tochterstrang ergänzt wird. Taylor konnte ebenfalls die semikonservative Replikation nachweisen, aber zusätzlich einen Zusammenhang zu der Verteilung der Mutter-/Tochterstränge in den Chromatiden herleiten.